# Tetrastichus angeloni
Tetrastichus angeloni är en stekelart som beskrevs av Girault 1926. Tetrastichus angeloni ingår i släktet Tetrastichus och familjen finglanssteklar. Inga underarter finns listade i Catalogue of Life.